# Torres Vermelhas

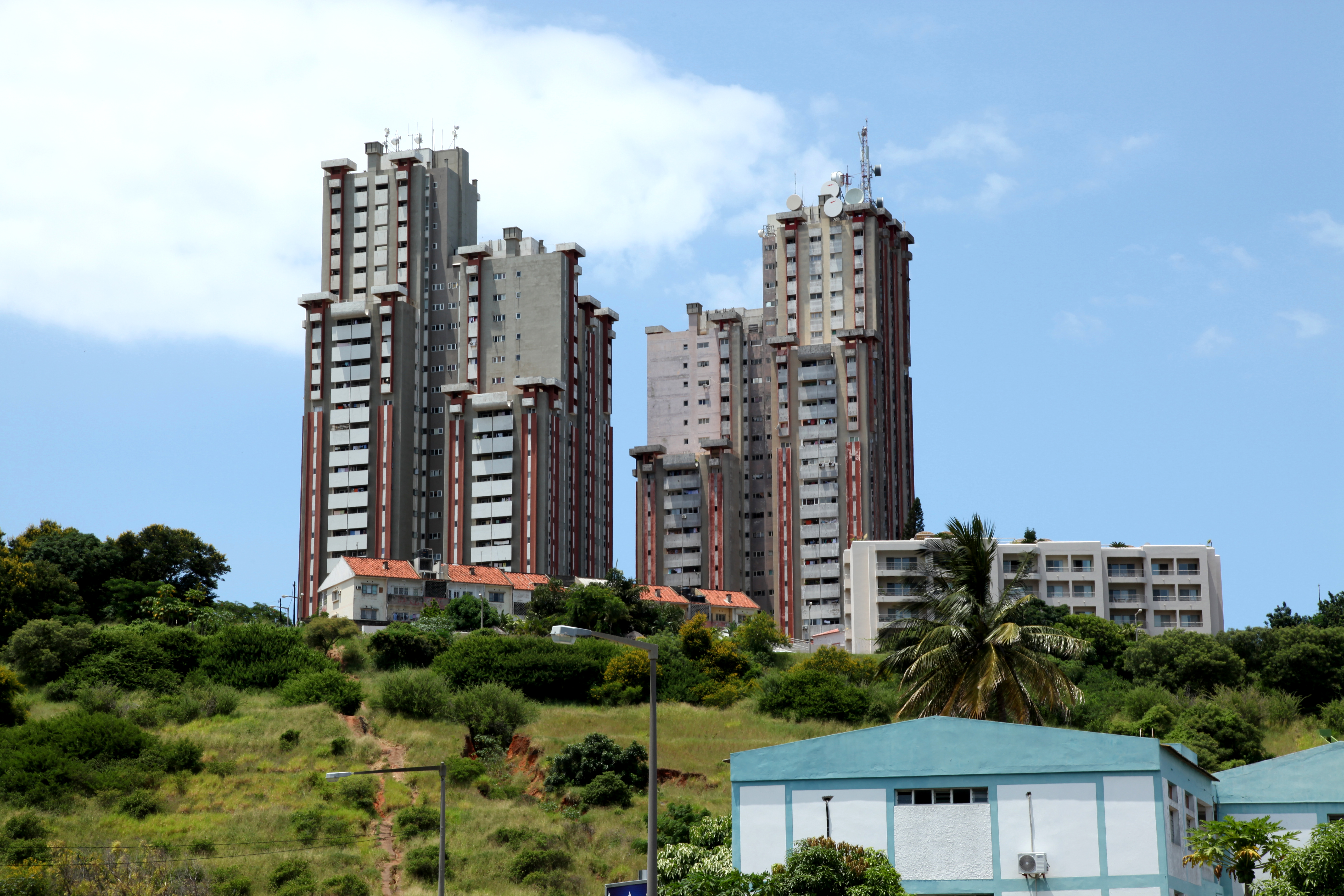
Torres Vermelhas

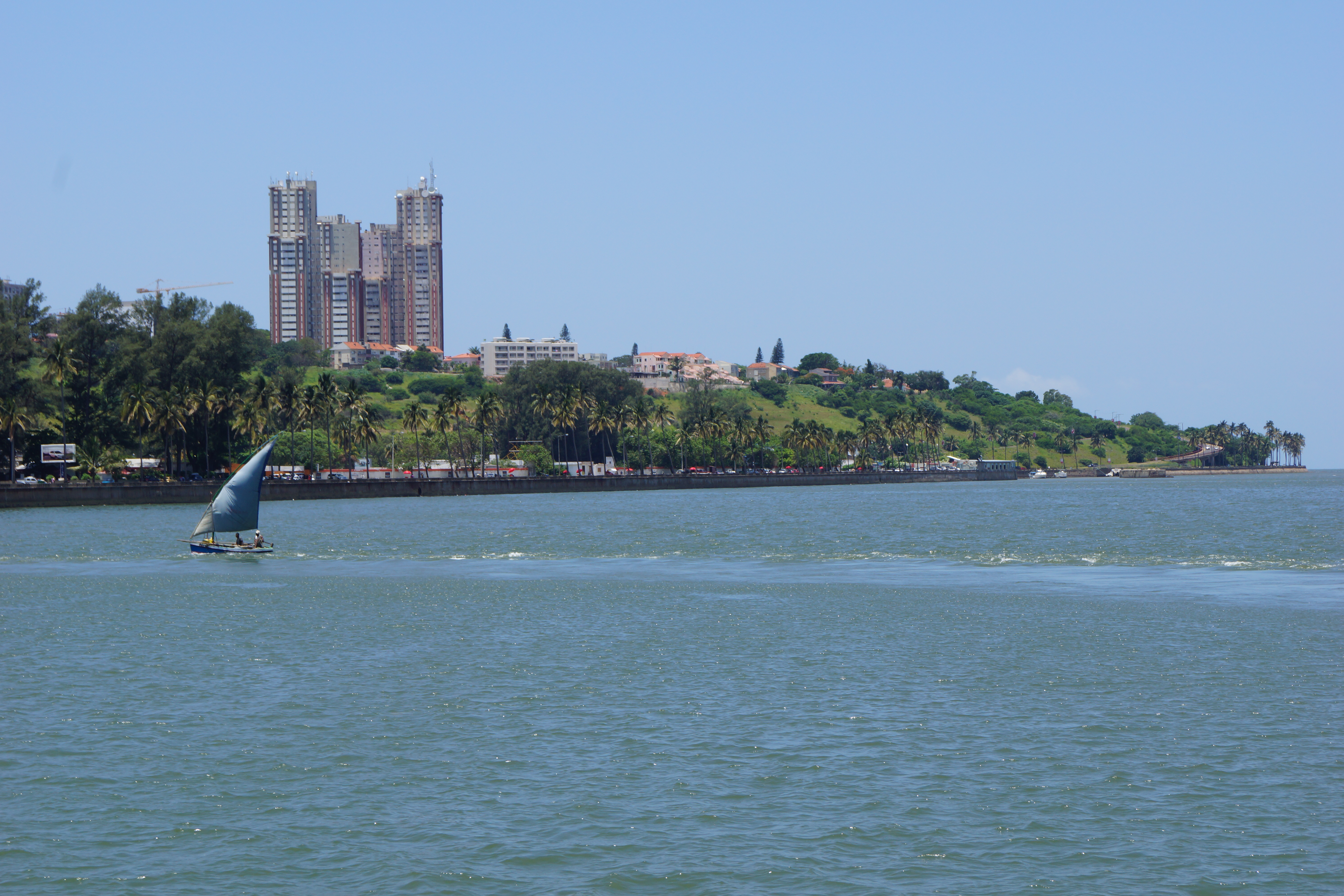
Die Türme sind durch ihre Höhe und ihre exponierte Stellung auf dem Hügel der Ponta Vermelha auch von Weitem sichtbar

Die Torres Vermelhas (deutsch „Rote Türme“) sind ein Wohnhauskomplex, bestehend aus zwei in der Avenida das Mártires de Mueda im Stadtviertel Polana der mosambikanischen Hauptstadt Maputo gelegenen Hochhäusern. 1974 fertiggestellt, gelten sie aufgrund der vergleichsweise guten Bauqualität und wegen ihrer Nähe zu zahlreichen Ministerien und dem Amtssitz des mosambikanischen Staatspräsidenten als Wohnraum für die Oberklasse.

## Geschichte
Im Zuge der fortschreitenden Urbanisierung und des damit einhergehenden Zuzugs vieler portugiesischen Siedler in den 1960er-Jahren nach Lourenço Marques stieg der Bedarf nach adäquatem Wohnraum immens an. Aufgrund dessen entstanden große Wohnkomplexe wie beispielsweise die Coop-Wohnhäuser, das 33-stöckige Hochhaus „Trinta e Três“ sowie unter anderem auch die Torres Vermelhas. Letztere plante der portugiesische Architekt Carlos Veiga Pinto Camelo. Die Bauarbeiten begannen 1970 und konnten nach vier Jahren abgeschlossen werden. Pinto Camelo entwarf unter anderem auch das Hotel Tivoli in der Innenstadt Maputos.
Pinto Camelo entwarf den Wohnkomplex, der aus zwei einzeln stehenden, mehrfach turmartig gegliederten Hochhäusern besteht, die jeweils eine Komposition aus vier unterschiedlich hohen Teilen bilden. Das höhere Bauwerk misst 79 Meter und enthält 22 Stockwerke. Ihren Namen erhielten die Gebäude nach der Erhebung „Ponta Vermelha“ (roter Punkt, roter Hügel), auf dem sie stehen, der wiederum aufgrund des dort vorkommenden roten Bodens seine Bezeichnung trägt. Durch die exponierte Stellung auf dem Hügel sind die Türme auch aus größerer Entfernung, beispielsweise von der Insel Inhaca, sichtbar.
Seit der Unabhängigkeit Mosambiks 1975 zogen vor allem Beamte und andere Einwohner der mosambikanischen Oberschicht in die „Roten Türme“, da sie bis heute mit Aufzügen, Strom und fließendem Wasser als relativ hochwertig gelten. Zudem befinden sich im Umfeld zahlreiche Ministerien sowie der Amtssitz des mosambikanischen Staatspräsidenten (Palácio da Ponta Vermelha). Durch die geringe Instandhaltungsleistung an den Gebäuden beklagen manche Anwohner massive Mängel.